# Antioch II Theos
Antioch II Theos (ur. ok. 287 p.n.e., zm. 246 p.n.e.; panował w l. 261-246 p.n.e.) – król z dynastii Seleucydów, syn Antiocha I Sotera i Stratoniki, córki Demetriusza Poliorketesa. Mąż Laodiki I, a następnie Bereniki, księżniczki egipskiej.

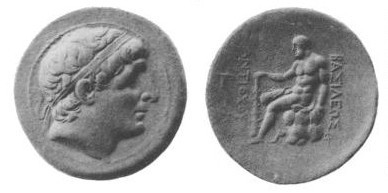
Moneta Antiocha II Theosa

## Życiorys
Po śmierci swojego ojca, w 261 p.n.e., został władcą państwa Seleucydów, wciąż jeszcze ogromnego i w zasadniczych granicach nienaruszonego. Pierwszy rok rządów spędził, prowadząc kampanię wojenną w Tracji i Azji Mniejszej.
Toczył następnie II wojnę syryjską z Ptolemeuszem II Filadelfosem w latach 259-255 p.n.e. (niektórzy autorzy podają, że skończyła się ok. 251 p.n.e.). Jego sojusznikiem w tej wojnie był Antygon Gonatas. Zdołał w wyniku tej wojny przejąć z rąk Ptolemeidów część Anatolii. Ślub Antiocha z Bereniką, córką Ptolemeusza, był przypieczętowaniem pokoju. Swój przydomek Theos (gr. „Bóg”) otrzymał od miasta Milet w Azji Mniejszej za uwolnienie go od tyranii Timarcha. Jego następcą został syn Seleukos II, a drugi syn, Antioch Hierax, otrzymał we władanie Anatolię.